# Radbaum

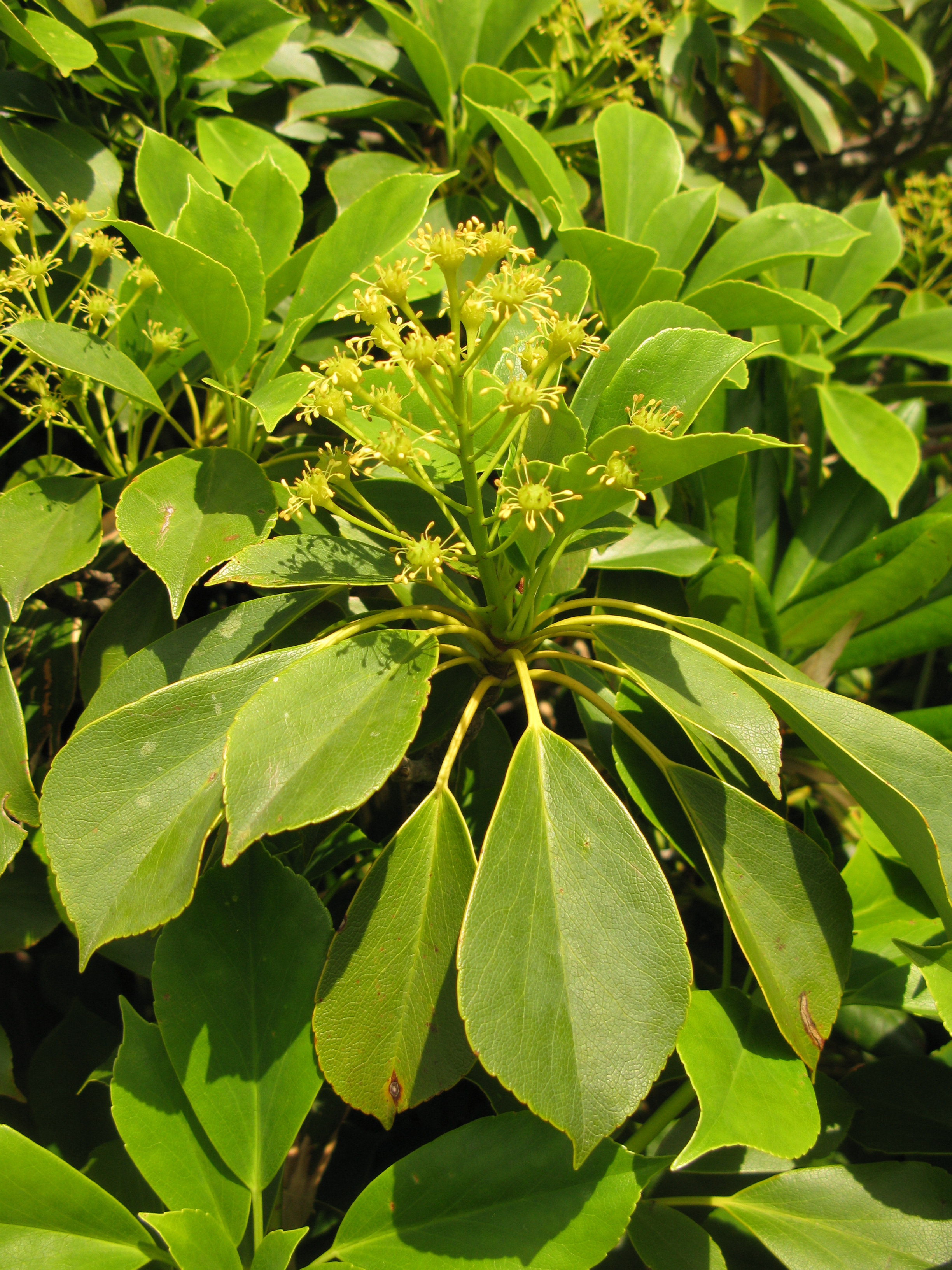
Zweig mit Laubblättern und Blütenstand

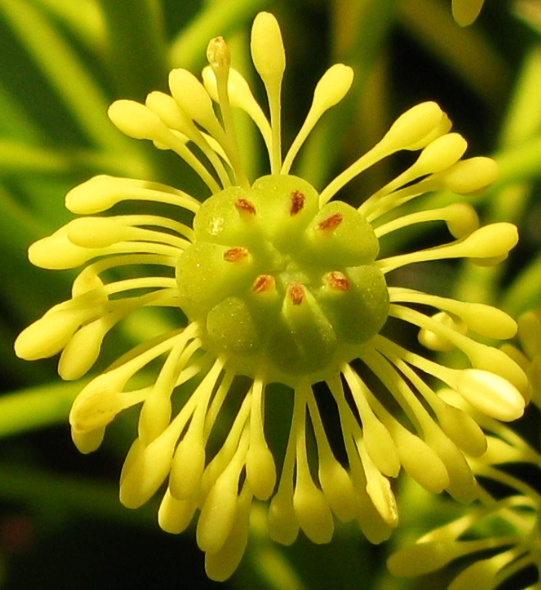
Einzelblüte ohne Blütenhülle mit vielen Staubblättern und den nur an ihrer Basis verwachsenen Fruchtblättern

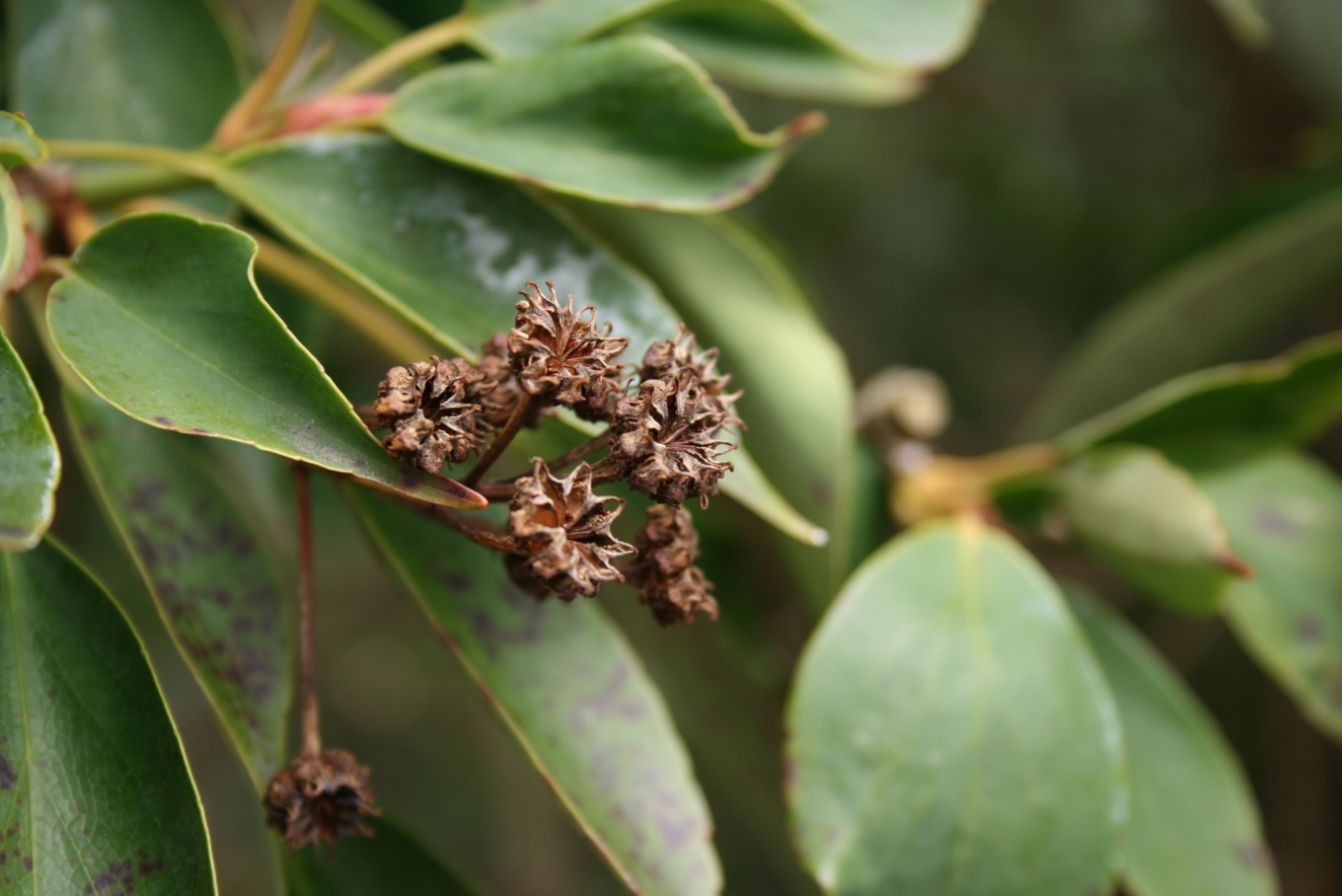
Balgfrüchte in der Sammelfrucht

Der Radbaum (Trochodendron aralioides) ist die einzige Art der daher monotypischen Gattung Trochodendron in der Familie Trochodendraceae. Sie ist in Japan, auf den Ryūkyū-Inseln und in Taiwan beheimatet.

## Beschreibung

### Erscheinungsbild und Blätter
Der Radbaum wächst als immergrüner Baum, der Wuchshöhen von bis 20 Meter erreicht, jedoch in Kultur meist deutlich niedriger bleibt, oder er wächst als Strauch. Alle Pflanzenteile sind kahl. Die abstehenden Zweige besitzen eine braune oder graue Rinde. Sein Holz besitzt keine Tracheen.
Die gestielten Laubblätter stehen wechselständig und beinahe büschelig an den Zweigenden. Der Blattstiel ist 3 bis 7 Zentimeter lang. Die ledrigen, einfachen Blattspreiten sind bei einer Länge von etwa 6 bis 12 Zentimeter und einer Breite von 2,5 bis 7 Zentimeter rhombisch- bis verkehrt-eiförmig, seltener elliptisch mit meist zugespitztem bis geschwänztem oberen Ende. Auf jeder Seite der Mittelrippe werden fünf bis sieben Seitenadern gebildet. Die Basis ist keilförmig bis spitz oder stumpf, der Blattrand ist vorderseits drüsig gesägt bis gekerbt. Die Blattoberseite ist dunkelgrün und glänzend, die Unterseite ist heller. Nebenblätter fehlen.

### Blüten
Die Blütezeit reicht von Mai bis Juni. Zehn bis zwanzig Blüten stehen in endständigen, schwach verzweigten, traubigen Blütenständen, die zusammen einen Durchmesser von in 5 bis 13 Zentimeter aufweisen. Die Blütenstiele sind 1,5 bis 3,5 Zentimeter lang.
Die grünlichen, zwittrigen Blüten weisen einen Durchmesser von bis zu 18 Millimeter auf und besitzen keine Blütenhülle. Am Rand eines breiten, grünen Diskus stehen 40 bis 70 4,5 bis 5 Millimeter lange Staubblätter ab. Die Staubbeutel sind lang und gelb. Die vier bis elf Fruchtblätter mit Nektarien sind seitlich miteinander verwachsen.

### Früchte und Samen
Die vier bis elf vielsamigen Balgfrüchte sind am Grund mit der Blütenachse zu einer dunkelgrauen Sammelbalgfrucht verwachsen, die einen Durchmesser von 7 bis 10 Millimeter aufweist. Die braunen oder schwarzen Samen sind 1,5 bis 2 oder 3 bis 3,5 Millimeter lang und spindelförmig.

### Chromosomenzahl
Die Chromosomenzahl beträgt 2n = 40 oder 2n = 38.

## Verbreitung und Standortansprüche
Das Verbreitungsgebiet des Radbaumes erstreckt sich über Taiwan, Japan und die Ryūkyū-Inseln. Dort wächst er in immergrünen Wäldern oder Steppen und Trockenwäldern auf mäßig nährstoffreichen, schwach sauren bis schwach alkalischen, sandig-lehmigen bis lehmigen Böden in Höhenlagen von 300 bis 2700 Metern. Er bevorzugt lichtschattige bis halbschattige Standorte, ist mäßig frostbeständig und wärmeliebend.

## Systematik
Trochodendron aralioides ist die einzige Art der daher monotypischen Gattung Trochodendron in der Familie Trochodendraceae. Es wird nur eine weitere Gattung, Tetracentron zur Familie gezählt, die ebenfalls monotypisch ist.
Der Radbaum wurde 1839 von Philipp Franz von Siebold und Joseph Gerhard Zuccarini in Flora Japonica, vol. 1, S. 84 als Trochodendron aralioides erstbeschrieben.
Der Gattungsname Trochodendron leitet sich von den griechischen Wörtern "trochos" für Rad und "dendron" für Baum ab. "Trochos" verweist dabei auf die ringförmig angeordneten Staubblätter. Das Artepitheton aralioides verweist auf die Ähnlichkeit zu manchen Arten der Gattung Aralia.